# Barry's Bay
Barry's Bay è una comunità non incorporata canadese nella contea di Renfrew, in Ontario.